# 휘숙옹주
휘숙옹주(徽淑翁主, 생몰년 미상)는 조선의 옹주로, 조선 제 9대 임금 성종의 3녀이자 서차녀이며, 어머니는 명빈 김씨이다. 임사홍의 아들 풍원위 임숭재와 혼인하여 3녀를 두였다.

## 생애
휘숙옹주는 연산군(燕山君)과 사이가 좋지 않았던 다른 형제들과는 달리 연산군에게 여러 차례에 걸쳐 땅과 노비를 하사받았는데 이는 옹주와 연산군이 간통을 하고 있었기 때문이라는 주장이 있다. 이로 인하여 중종반정이 일어났을 때 휘숙옹주 또한 반정 세력에 의하여 숙청되었다는 설이 있지만 휘숙옹주의 죽은 시기가 기록에 남아있지 않기 때문에 이는 확실치 않다.

## 가족 관계
친가
- 조부 : 추존 덕종(德宗, 1438~1457)
- 조모 : 소혜왕후(昭惠王后, 1437~1504)
  - 아버지 : 제9대 성종(成宗, 1457~1494, 재위 1469~1495)
- 외조부 : 효소공 김작(孝昭公 金碏, 1427~1488)
  - 어머니 : 명빈 안동 김씨(明嬪 安東 金氏)
    - 동생 : 경숙옹주(敬淑翁主, 1483년8월9일~?)
    - 동생 : 휘정옹주(徽靜翁主, 생몰년 미상)
    - 동생 : 무산군 종(茂山君 悰, 1490~1525)

시가
- 시아버지 : 이조판서 임사홍(吏曹判書 任士洪, 1445?~1506)
- 시어머니 : 효령대군(孝寧大君)의 손녀이자 보성군 이합(寶城君 李㝓, 1416~1499)의 딸 정경부인 전주 이씨(貞敬夫人 全州 李氏)
  - 부마 : 풍원위 임숭재(豐原尉 任崇載, ? ~1505)
    - 장녀 : 전주 최씨 최국광(崔國光)과 혼인
      - 외손자 : 감찰(監察) 최응두(崔應斗)
      - 외손녀 : 최온옥(崔蘊玉, 1534 ~ ?)
      - 외손녀 : 최분이(崔粉伊, 1535 ~ ?)

    - 차녀 : 연안 이씨 이인수(李麟壽)와 혼인
      - 외손녀 : 성주 이씨 목사(牧使) 이양(李讓)과 혼인
      - 외손녀 : 고령 신씨 신백영(申伯瀛)과 혼인

    - 3녀 : 순창 조씨 조노성(趙老成)과 혼인
      - 외손자 : 좌랑(佐郞) 조흔(趙昕, 1527 ~ ?)
      - 외손자 : 조엽(趙曄, 1540 ~ ?)